# Binodoxys hyperomyzi
Binodoxys hyperomyzi är en stekelart som först beskrevs av Jaroslav Stary 1983.  Binodoxys hyperomyzi ingår i släktet Binodoxys och familjen bracksteklar. Inga underarter finns listade.